# トボル川
トボル川（トボルがわ、英語: Tobol、ロシア語: Тобол、カザフ語: Тобыл、シベリア・タタール語: Тубыл）は、カザフスタンのコスタナイ州、およびロシアのクルガン州とチュメニ州を流れる川である。エルティシ川の左支流で、最終的にはオビ川を経て北極海へ流れる。主な支流にウイ川（Uy）、ウバガン川（Ubagan）、イセチ川（Iset）、トゥラ川（Tura）、タヴダ川（Tavda）がある。トボリ川とも表記される。

## 概要
ウラル山脈南部の東麓、カザフスタンとロシアの国境付近に発し、北東へトゥルガイ高原を流れる。ダムを7つ過ぎ、カザフスタン北部のルードヌイの街の付近で西シベリア低地に入り、広い河谷を蛇行する。ロシア領を流れてトボリスクでエルティシ川に合流する。流域の氾濫原には三日月湖など2万以上の湖がある。
川の長さは1,591kmで、流域面積は42万6000平方kmにおよぶ。川の下流は10月末から11月ごろに凍結し、上流は11月中に凍結する。氷が解けるのは4月後半から5月にかけてであるが、大量の雪解け水や氷により増水し洪水が起こる。
合流点にあるトボリスクから上流へは437kmにわたり航行可能である。沿岸の主な街は下流から、トボリスク、ヤルートロフスク（Yalutorovsk）、クルガン、カザフスタンに入りリサコフスク（Lisakovsk）、コスタナイ（Kostanay）、ルードヌイ（Rudniy）があり、その他、支流トゥラ川沿いのチュメニ、イセチ川沿いのエカテリンブルクがある。
トボル川は、ロシア人到来前のシビル・ハン国においてはオビ川、エルティシ川、エシム川にならび重要な河川であった。エシム川を含む一帯のカバノキとポプラの森林、淡水湖、ヨシ原と泥炭地などの湿地、草地とステップは1994年にラムサール条約登録地となった。